# Архаизъм
Архаизъм (от гръцки: ἀρχαϊκός, archaïkós, „старомоден, антикварен“, и ἀρχαῖος, archaîos, „от началото, древен“) е дума или форма с остаряло звучене и излязла от широка употреба. Синоним или близка по смисъл до думата архаизъм е рядка дума, използва се в словосъчетанието „редки и остарели думи“. За разлика от историзмите, архаизмите са думи, които имат синоними с активна употреба в съвременния език.
В групата на остарелите думи могат да попаднат както домашни думи (рат, бран, стяг, кошуля, списател), така и думи, заети от чужди езици (кир, кокона, ефенди, депеша, соаре, джепане).

## Видове
В зависимост от това, кой компонент на думата се схваща като остарял, архаизмите могат да се разделят на няколко групи:
- Лексикални архаизми. Думата е остаряла както по форма, така и по значение. Съвременните синоними нямат никаква формална връзка с архаизма. Например: пища – храна, ушник – обеца, кърчаг – стомна, свише – отгоре, стид – срам и т.н.
- Семантични архаизми. Думата се употребява в съвременния език без формални промени, но не и в остарялото значение. В това значение се употребява друга дума. Например: боец – побойник, вестник – вестител, враг – дявол и т.н.
- Словообразувателни архаизми. Остарялата дума се различава от съвременната само формално, т.е. образувана е с друга представка или наставка. Например: битва – битка, въвод – увод, възток – изток и т.н.
- Фонетични архаизми. Това са остарели форми на думите, които не отговарят на фонетичните изисквания на съвременния български език. Например: чадо, безсоница, звон, земля, человек, тма и т.н.

## Актуализиране
Възможно е някои думи, които в определен период са се смятали за архаизми, да възстановят позициите си в лексикалната система, например кмет, новинар, вестникар:
- Думата кмет по време на социализма беше изхвърлена от административната терминология и поради тази причина излезе от активна употреба, но през 80-те години, след поредната административна реформа, тя беше въведена отново.
- Думата новинар (популярна през Възраждането) се схващаше като остаряла, но след 1990 г., с появата на в. „Новинар“, се върна в речта на българите.
- Възродена е употребата и на думата вестникар, макар и да не е неутрална в стилистично отношение (срещаме я например в творчеството на Ботев и Вазов – „Вестникар ли?“). Тези две думи (новинар и вестникар) успешно се конкурират със заемката журналист.